# Indotyphlops veddae
Indotyphlops veddae — вид змій родини сліпунів (Typhlopidae). Ендемік Шрі-Ланки.

## Поширення і екологія
Indotyphlops veddae мешкають на сході острова Шрі-Ланка, на північ від Тринкомалі. Вони живуть в тропічних лісах і на кокосових плантаціях